# Dāl
Pour les articles homonymes, voir Dal.
Dāl (en arabe دَال, dāl, ou simplement د) est la 8e lettre de l'alphabet arabe.
Sa valeur numérique dans la numération Abjad est 4.
Son caractère Unicode est 062F.